# Chrysler Royal (Australia)
Chrysler Royal – samochód osobowy klasy luksusowej produkowany pod amerykańską marką Chrysler w latach 1957 – 1963. 

## Historia i opis modelu

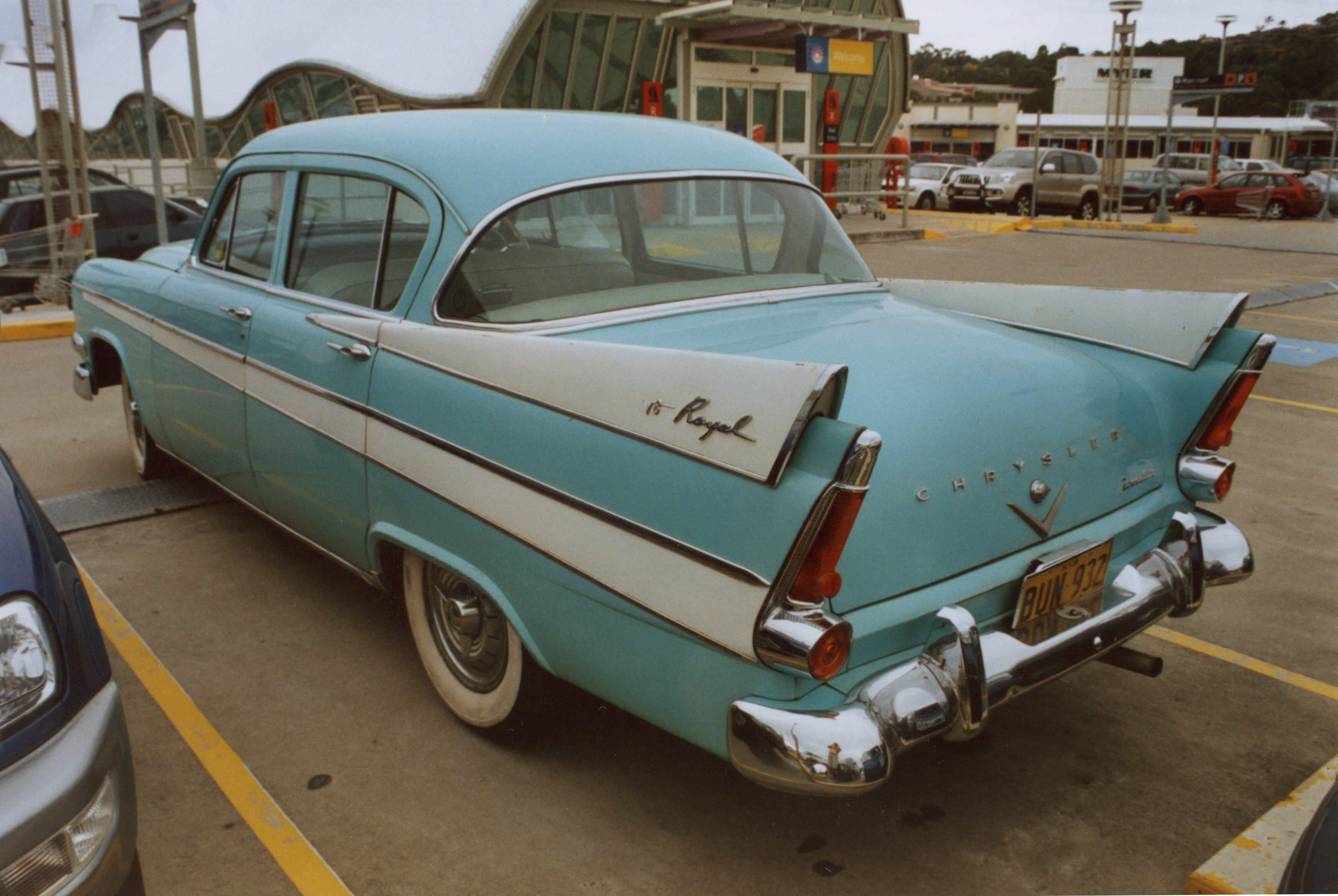
Chrysler Royal - tył

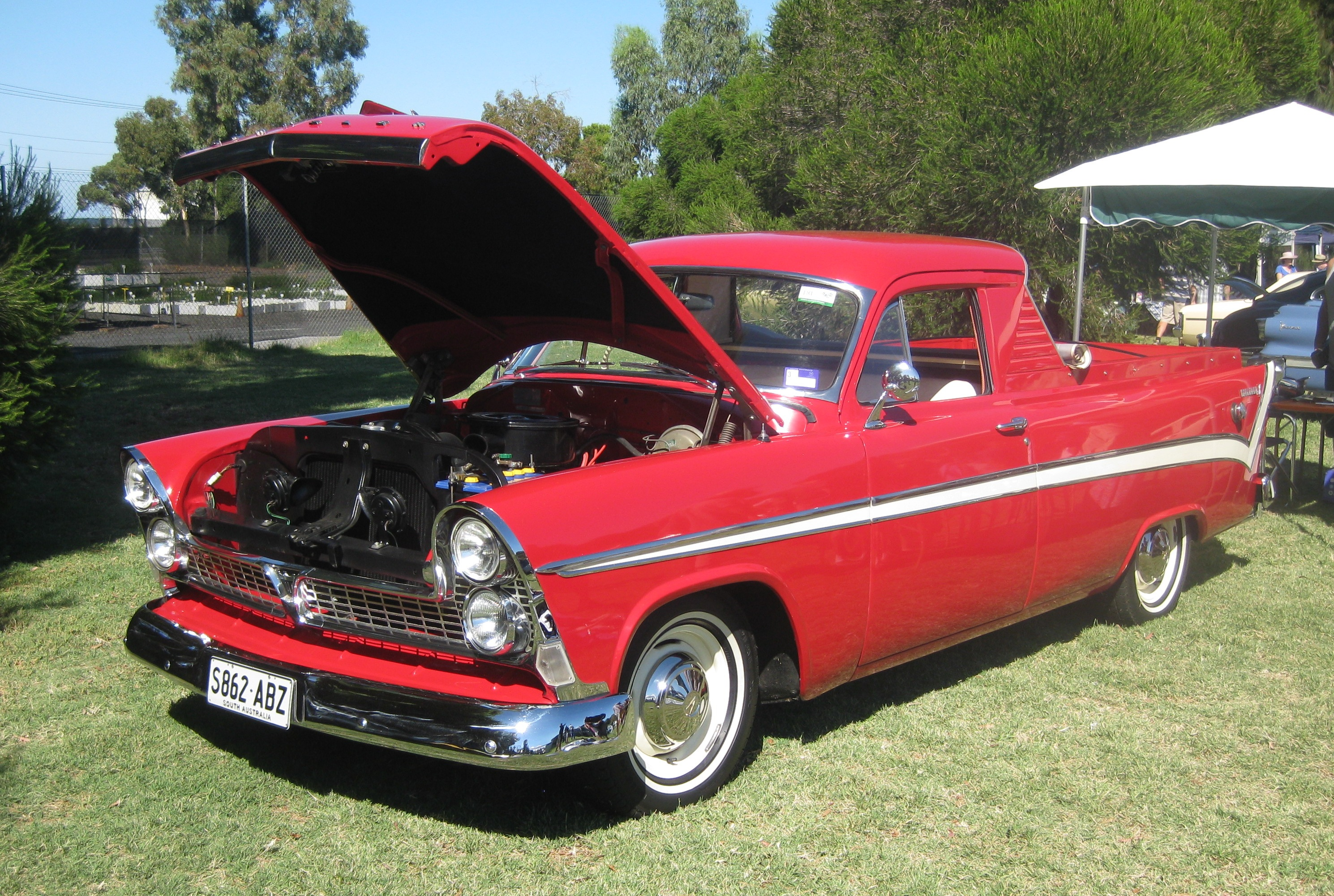
Chrysler Wayfarer

W 1957 roku australijski oddział Chrysler zaprezentował opracowany lokalnie model pełnowymiarowej, luksusowej limuzyny o stosowanej już wcześnie na rynku północnoamerykańskim nazwie Royal. Samochód powstawał początkowo tylko jako 4-drzwiowy sedan, a z czasem ofertę poszerzono także o kombi o nazwie Chrysler Plainsman i pickupa Chrsyler Wayfarer. Pojazd wytwarzano w australijskich zakładach Chryslera w Adelaide.

### Wersje wyposażenia
- AP1
- AP2
- AP3

### Silniki
- L6 3.8l
- L6 4.1l
- V8 5.1l